# Théorème de l'application conforme
En mathématiques, et plus précisément en analyse complexe, le théorème de l'application conforme, dû à Bernhard Riemann, assure que toutes les parties ouvertes simplement connexes du plan complexe qui ne sont ni vides ni égales au plan tout entier sont conformes entre elles.

## Historique

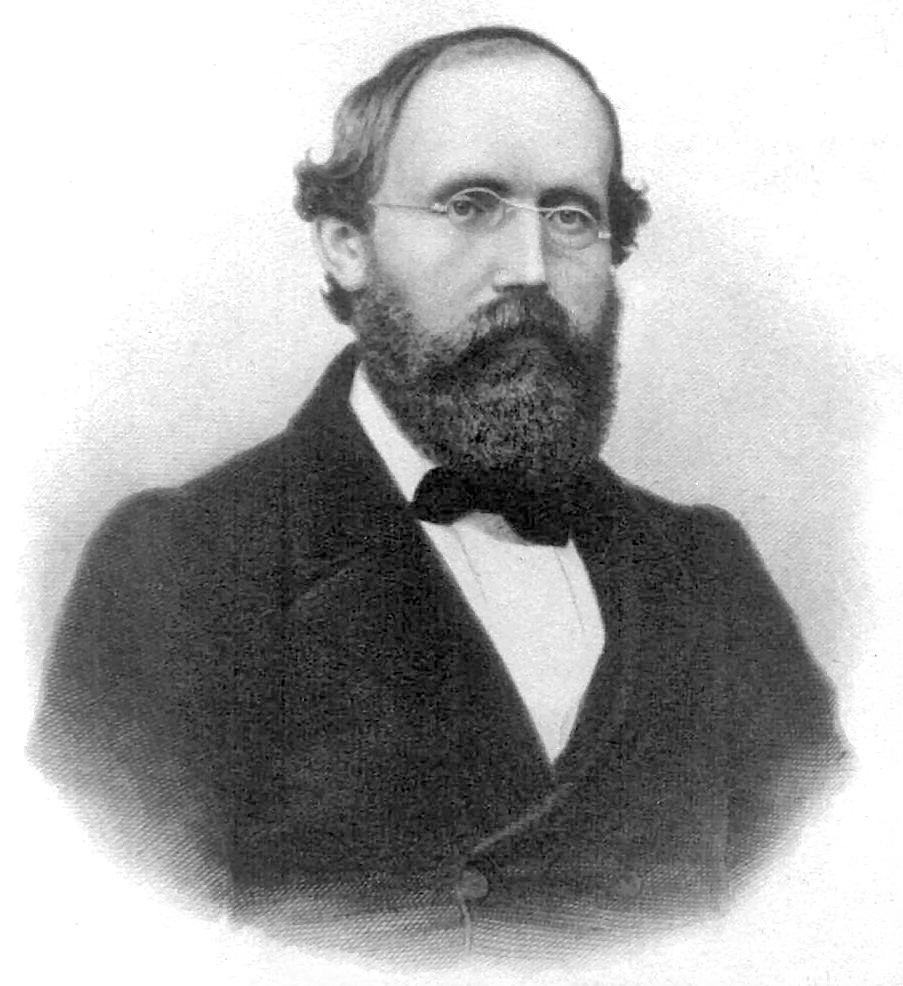
Bernhard Riemann

Le théorème fut énoncé (sous l'hypothèse plus forte d'une frontière formés d'arcs différentiables) par Bernhard Riemann dans sa thèse, en 1851. Cette version initiale fut décrite par Lars Ahlfors comme « formulée en définitive dans des termes qui défient toute tentative de démonstration rigoureuse, même à l'aide des méthodes modernes ». La démonstration de Riemann dépendait du principe de Dirichlet, qui était considéré comme vrai à cette époque. Cependant, Karl Weierstraß découvrit des exceptions à ce principe, et il fallut attendre les travaux de David Hilbert pour une démonstration de ce que, dans une large mesure, il s'appliquait aux situations étudiées par Riemann. Toutefois, le principe de Dirichlet ne s'appliquait pas à des domaines simplement connexes de frontière non suffisamment lisse ; de tels domaines furent étudiés en 1900 par W. F. Osgood.
La première démonstration rigoureuse du théorème (dans le cas général) fut publiée par Constantin Carathéodory en 1912. Elle utilisait des surfaces de Riemann ; Paul Koebe, deux ans plus tard, en découvrit une version simplifiée permettant de s'en passer.
En 1922, une autre démonstration fut publiée par Leopold Fejér et Frigyes Riesz ; plus courte que les précédentes, elle reprenait l'idée de la preuve de Riemann passant par la solution d'un problème d'optimisation ; cette preuve fut par la suite encore simplifiée par Alexander Ostrowski et par Carathéodory, qui précisa le résultat sous la forme du théorème portant son nom, et donnant des conditions sous lesquelles la bijection peut se prolonger aux frontières des domaines.

## Énoncé du théorème
Plusieurs formulations équivalentes du théorème sont possibles ; on
l'énonce généralement ainsi :
Théorème de l'application conforme — Soit {\displaystyle U} un ouvert simplement connexe non vide du plan complexe, distinct du plan. Il existe une bijection holomorphe {\displaystyle f} entre {\displaystyle U} et le disque unité {\displaystyle \mathbb {D} =\{z\in \mathbb {C} \mid |z|<1\}.}
Utilisant les propriétés caractéristiques des fonctions holomorphes (en particulier le fait que, dans C, {\displaystyle f} dérivable implique {\displaystyle f} analytique), on peut encore reformuler le théorème en disant qu'il existe une bijection dérivable (dans C) de {\displaystyle U} vers {\displaystyle \mathbb {D} } ; comme la dérivée d'une bijection holomorphe n'est jamais nulle, on en déduit que la bijection réciproque {\displaystyle f^{-1}} est également holomorphe.

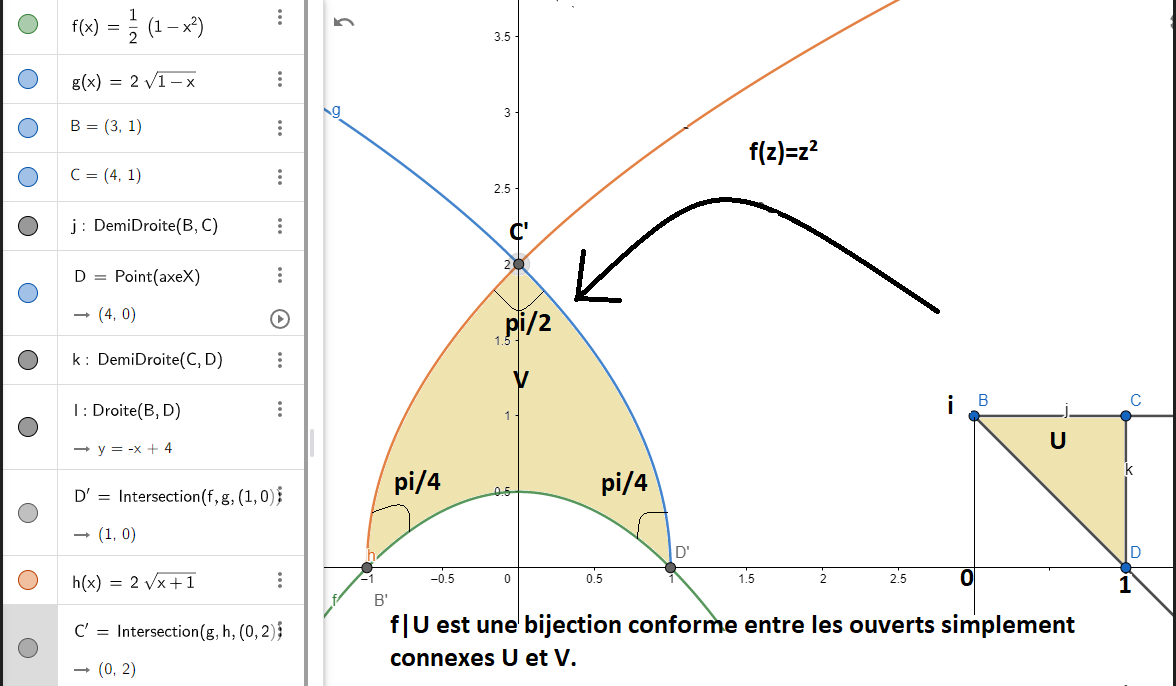
bijection conforme entre deux ouverts

Comme les fonctions holomorphes "conservent les angles", cela revient à dire, d'un point de vue géométrique, qu'il existe une bijection conforme entre {\displaystyle U} et {\displaystyle \mathbb {D} }. La composée de deux fonctions holomorphes étant holomorphe, on voit qu'en fait, plus généralement, il existe une bijection conforme entre deux ouverts quelconques {\displaystyle U} et {\displaystyle V} satisfaisant les hypothèses précédentes.
Henri Poincaré a montré que l'application {\displaystyle f} (entre {\displaystyle U} et {\displaystyle \mathbb {D} }) est essentiellement unique : si {\displaystyle z_{0}} appartient à {\displaystyle U} et si φ est un angle arbitraire, il existe exactement une bijection holomorphe {\displaystyle f} telle que {\displaystyle f(z_{0})=0} et que l'argument de la dérivée {\displaystyle f'(z_{0})} soit φ. Ce résultat découle du lemme de Schwarz.
Techniquement, la seule conséquence de la simple connexité de U utilisée dans la preuve est que toute fonction holomorphe sur U et sans zéro a une racine carrée holomorphe sur U. En fait, le théorème de l'application conforme fournit une caractérisation très efficace des parties du plan simplement connexes : pour une partie du plan A ouverte et connexe,
A simplement connexe ⇔ {\displaystyle (\mathbb {C} \setminus A)\cup \{\infty \}} est connexe dans la sphère de Riemann.

## Un résultat contraire à l'intuition
Une description plus intuitive du résultat est que si un ouvert du plan peut être mis en bijection continue avec le disque unité, il existe une autre bijection qui est dérivable (au sens complexe). Formulé ainsi, le théorème peut sembler assez naturel ; les remarques suivantes devraient convaincre qu'il n'en est rien.
- Le théorème ne s'applique pas au plan tout entier, lequel est pourtant isomorphe topologiquement (et même de façon indéfiniment différentiable) au disque unité : le problème ne vient pourtant pas de son caractère non borné, puisque le demi-plan ouvert {\displaystyle \{z\in \mathbb {C} \mid \Re (z)>0\}} peut être mis en bijection avec le disque unité par l'application holomorphe {\displaystyle z\mapsto f(z)={\frac {1+z}{1-z}}}, laquelle est une involution [4].
- Les applications conformes transforment des carrés infinitésimaux en carrés ; il paraît donc impossible, par exemple, de transformer un carré unité en rectangle, puisqu'un pavage fini par des carrés devra être transformé en un pavage gardant le même nombre d'éléments dans les deux directions (et de fait, la bijection conforme qui convient n'a rien de simple à construire).
- Même les bijections correspondant à des ouverts relativement simples, tels que l'intérieur d'un carré, ne peuvent s'exprimer de manière explicite à l'aide de fonctions élémentaires.
- Les ouverts simplement connexes du plan peuvent avoir des formes extrêmement complexes. Ainsi, l'image par inversion (de centre 0) du complémentaire de l'ensemble de Mandelbrot est un tel ouvert ; il semble impossible que cet ensemble à la frontière fractale puisse être transformé en un disque régulier (voir à ce sujet les remarques de la dernière section).
- L'analogue du théorème pour d'autres ouverts du plan, même très simples, est faux : ainsi, il n'y a pas d'applications conformes entre deux anneaux de proportions différentes, comme { z | 1 < |z| < 2 } et { z | 1 < |z| < 4 } ; voir à ce sujet le théorème de Tsuji, classifiant tous les ouverts doublement connexes.
- Il n'y a aucun théorème même vaguement analogue en dimension 3 ou plus ; en fait, les seules transformations conformes en dimension 3 sont essentiellement les transformations de Möbius.
- En fait, en dimension supérieure, même des résultats intuitivement bien plus naturels encore deviennent faux ; ainsi, il existe des variétés contractiles de dimension 3 non homéomorphes à ℝ3 ; c'est le cas de la variété de Whitehead.

## Esquisses de démonstrations
L'historique aura montré qu'il est difficile de donner des démonstrations rigoureuses ; dans le cas où la frontière de l'ouvert est suffisamment régulière, il est relativement aisé d'en donner une démonstration complète ; mais, comme pour le théorème de Jordan, ce cas est nettement plus facile à traiter que le cas général. Une démonstration générale peut cependant être esquissée grâce aux familles normales (dues à Paul Montel).

## Détermination explicite de bijections conformes
Dans certains cas, il est possible d'obtenir explicitement les bijections dont l'existence est affirmée par le théorème, soit sous forme de transformations géométriques (ainsi, la projection stéréographique est conforme ; la composition de telles projections est une transformation de Möbius), soit par des méthodes relevant de la théorie du potentiel. Voici une liste des cas que l'on sait traiter :

## Conséquences et généralisations
On a déjà signalé qu'en fait, le théorème implique que deux ouverts du plan, simplement connexes, non vides et distincts du plan entier, peuvent être mis en bijection conforme ; la projection stéréographique étant une application conforme, il en est de même des ouverts simplement connexes de la sphère ne contenant pas au moins deux points de celle-ci. Plus généralement encore, on en déduit le théorème d'uniformisation de Riemann : toute surface de Riemann simplement connexe est conforme à l'une des trois surfaces de référence que sont le disque unité, le plan complexe, et la sphère de Riemann. En particulier, toute surface de Riemann simplement connexe compacte est conforme à la sphère de Riemann.
La théorie des systèmes dynamiques a largement utilisé ces résultats pour étudier les ensembles de Julia associés à un polynôme, ainsi que l'ensemble de Mandelbrot : il est en effet possible dans ce cas de construire explicitement les transformations conformes dont l'existence est garantie par le théorème ; c'est ainsi, par exemple que l'on démontre que l'ensemble de Mandelbrot est connexe. L'image par ces transformations de points de la frontière des ensembles (qui sont donc des points du cercle unité) joue un rôle essentiel dans la théorie ; voir l'article anglais sur les arguments externes (en) pour plus de détails. Ces constructions sont, au demeurant, proches des idées de Riemann, et relèvent de manière essentielle de la théorie du potentiel.
Les généralisations du théorème sont de deux sortes : d'abord, on dispose de résultats analogues dans le cas d'ouverts non simplement connexes du plan (mais on a vu que le petit nombre de transformations conformes en dimension supérieure interdit en revanche tout espoir de généralisation à ce cas) ; le plus simple de ces résultats est le théorème de Tsuji, caractérisant les applications conformes entre ouverts topologiquement isomorphes à un disque privé de son centre (les ouverts "doublement connexes"), et montrant qu'un tel ouvert est toujours conforme à une couronne circulaire. D'autre part, le problème du prolongement d'une telle application conforme au disque unité fermé s'est avéré redoutable ; on dispose par exemple du théorème de Carathéodory, qui montre qu'un tel prolongement continu existe si la frontière de U est une courbe de Jordan.